# Гуськова, Ангелина Константиновна
Ангели́на Константи́новна Гусько́ва (29 марта 1924, Красноярск, Енисейская губерния — 7 апреля 2015, Москва) — советский и российский врач-радиолог, доктор медицинских наук, профессор, лауреат Ленинской премии (1963), член Российской научной комиссии по радиологической защите (РНКРЗ) (c 1959), эксперт Научного комитета по действию атомной радиации при ООН (c 1967), член-корреспондент Академии медицинских наук СССР (1986), член-корреспондент РАН (2014), главный научный сотрудник Института биофизики Минздрава (с 2008 г. — Федеральный медицинский биофизический центр им. А. И. Бурназяна ФМБА России), заслуженный деятель науки РСФСР (1989), лауреат премии Зиверта за защиту от излучений (2000).

## Биография
Родилась 29 марта 1924 года в Красноярске, в семье врача Константина Васильевича и пианистки Зои Васильевны Гуськовых. С 1926 года жила в Нижнем Тагиле, в Свердловской области. Прадед Ангелины — Максим Гуськов служил медбратом, был участником Русско-турецкой войны 1877—1878 годов; дед, Василий Максимович Гуськов был земским фельдшером Каслинского завода, поэтому, поступив в 1941 году в Свердловский государственный медицинский институт и успешно его окончив в 1946 году Ангелина стала врачом в 4-м поколении. После окончания института проходила ординатуру в клинике нервных болезней и нейрохирургии. В 1949—1953 годах — заведующая неврологическим отделением медико-санитарного отдела в Озёрске (Челябинск-40) Челябинской области. В 1951 году защитила кандидатскую диссертацию на тему «Мультиформные глиобластомы мозга: клинико-гистотопографические типы».
С 1953 года занималась радиологией, диагностикой и лечением лучевой болезни, став одной из первопроходцев в этой области в СССР. В период начала ядерной гонки вместе с несколькими другими молодыми врачами занималась здоровьем работников первого советского атомного предприятия, изучала воздействие радиации на работающих в этой отрасли людей и отстаивала перед руководством необходимость перевода переоблучённых людей на «чистые» работы, чтобы спасти их от дальнейшего губительного воздействия. Впоследствии в интервью упоминала свою гордость тем, что не только спасала их жизни, но 90 % пострадавших удалось ещё и восстановить здоровье.
В 1957 году при содействии И. В. Курчатова Ангелина Гуськова переехала в Москву, где возглавила отделение в Клинической больнице № 6 (ныне — в составе ФМБЦ им. А. И. Бурназяна, где сохранена мемориальная комната А. К. Гуськовой).
Является автором более 200 публикаций, под её руководством и консультациями выполнены более 40 кандидатских и 10 докторских диссертаций.
А. К. Гуськова участвовала в лечении:
- облучённых в результате Кыштымской аварии работников завода «Маяк» (1957 год);
- моряков-подводников, переоблучённых в результате аварии реактора на атомной подводной лодке К-19 (1961 год);
- Анатолия Бугорского, через голову которого прошёл интенсивный пучок частиц (1978 год);
- пострадавших в результате Чернобыльской аварии (1986 год).

Умерла 7 апреля 2015 года в Москве после длительной серьёзной болезни.

## Семья
- Прадед — Максим Гуськов, медбрат, участник Русско-турецкой войны 1877—1878.
  - Дед — Василий Максимович Гуськов (24.01.1861 — 19.12.1900), земский фельдшер Каслинского завода.
  - Бабушка — Анна Петровна Гуськова (1868—1949).
    - Отец — Константин Васильевич Гуськов (16.12.1892, Челябинская область, Каслинский завод — 1979), потомственный врач, служивший зауряд-врачом во время Первой мировой войны, майор мед. службы, начальник тыл. воен.-сан. поезда № 203 во время Великой Отечественной войны[5], заслуженный врач РСФСР, член репертуарного совета Нижнетагильского драматического театра.
    - Мать — Зоя Васильевна Гуськова (1895—1977), пианистка, потомок уральского предпринимательского рода Злоказовых[6].
      - Сестра — Татьяна Константиновна Гуськова (1926—2016), доктор исторических наук, профессор Нижнетагильской государственной социально-педагогической академии, почётный гражданин города Нижний Тагил[7].